# ترخانلش
ترخانلش، روستایی است از توابع بخش کجور شهرستان نوشهر در استان مازندران ایران.

## جمعیت
این روستا در دهستان توابع کجور قرار دارد و براساس سرشماری مرکز آمار ایران در سال ۱۳۸۵، جمعیت آن زیر سه خانوار بوده‌است. مردم ترخانلش از قومیت طبری هستند. مردم ترخانلش به زبان طبری با گویش کجوری سخن می‌گویند.